# Lisa Zweerman
 (janvier 2019).
Si vous disposez d'ouvrages ou d'articles de référence ou si vous connaissez des sites web de qualité traitant du thème abordé ici, merci de compléter l'article en donnant les références utiles à sa vérifiabilité et en les liant à la section « Notes et références ».
Lisa Zweerman, née le 13 mai 1995 à Amsterdam,, est une actrice néerlandaise.  Lisa Zweerman travaille depuis 2011 comme actrice. Elle débute dans la série policière Flikken Maastricht,  dans le rôle de Pleun van Rooyen. En 2014 elle tient le rôle principal dans la série Aaf et l’année suivante l’un des rôles principaux de la série policière Smeris. En 2016 elle joue le rôle de Greetje dans le film Riphagen. Lisa Zweerman étudie à l’Académie de Théâtre de Maastricht (Toneelacademie Maastricht).

## Filmographie

### Cinéma et téléfilms
- 2011 : VRijland (nl) : Miss
- 2011 : Uitgevlochten : Roxy van Reusel
- 2011 : SpangaS : L'élève
- 2011-2019 : Flikken Maastricht : Deux rôles (Irina Sulejmanovic et Pleun van Rooyen)
- 2012 : Achter Gesloten Deuren (nl) : Britt
- 2012 : Tranen van een zondagskind : Jenny
- 2013 : Dubbelspel (nl) : Sophie van Werelds
- 2013-2014 : Aaf (nl) : Marie Jansen
- 2015 : Bluf (nl) : La fille du Club
- 2015 : 4Jim : Sarah
- 2015 : Force (nl) : Esther "Roxy" de Boer
- 2016 : All-in Kitchen (nl) : Michelle de Vries
- 2016-2017 : Riphagen : Deux rôles (Greetje et Greetje Riphagen)
- 2016 : Renesse (nl) : Anna
- 2016 : Rokjesdag (nl) : Kira
- 2016 : Danni Lowinski (nl) : Jacky
- 2017-2018 : De Slet van 6 vwo (nl) : Laura
- 2018 : Mannen van Mars (nl) : Amber
- 2023 - Fijn Weekend : Evelien